# Walter Fiers
Walter Fiers (Ypres, 31 de enero de 1931-Destelbergen, 28 de julio de 2019) fue un biólogo molecular belga.
Obtuvo un título de Ingeniero en Química e Industrias Agrícolas en la Universidad de Gante en 1954, y comenzó su carrera de investigación como enzimólogo en el laboratorio de Laurent Vandendriessche en Gante. En 1956-57, trabajó con Heinz Holter en Copenhague (Dinamarca). En 1960, obtuvo una beca de la Fundación Rockefeller y se unió al grupo de Bob Sinsheimer como postdoctorado. En el Instituto de Tecnología de California, Walter Fiers estuvo expuesto a la Biología Molecular, que en ese momento se estaba desarrollando y estudiaba el ADN viral. Demostró la circularidad física y covalentemente cerrada del ADN del bacteriófago Phi-X174. En 1962, Fiers se mudó a Madison, Wisconsin, para trabajar en el laboratorio del futuro premio Nobel, Gobind Khorana.
A fines de 1962, Fiers regresó a Bélgica y estableció el Laboratorio de Biología Molecular en la Universidad de Gante. Su investigación incluyó Bacteriófago MS2; fue el primero en establecer la secuencia de nucleótidos completa de un gen (1972) y de un genoma viral (bacteriófago MS2) (1976). En 1978, Fiers y su equipo fueron los primeros en revelar la secuencia completa de nucleótidos de SV40. El desarrollo de procedimientos y conocimientos totalmente nuevos llevó a la capacidad de clonar casi cualquier gen y expresarlos de manera eficiente en bacterias o en otros hospedadores heterólogos.
En 1997, Fiers se retiró y se convirtió en profesor emérito, y al año siguiente se retiró de su puesto como director del Laboratorio de Biología Molecular. Junto con Xavier Saelens y su equipo, continuó su investigación para encontrar una vacuna contra la influenza universal, basada en la proteína M2 en la superficie del virus de la influenza A. El ectodominio de la proteína M2 permanece sin cambios en todos los virus de influenza humana conocidos, incluidas las cepas que causaron las pandemias en el último siglo, lo que lo hace elegible para una vacuna universal contra la Influenzavirus A.

## Premios
- 1976: Premio Francqui para Ciencias Exactas.

- 1989: Premio Carlos J. Finlay de Microbiología.
- 1989: Premio Artois-Baillet Latour a la salud.
- 1991: Premio Robert Koch.